# Deering (Dakota del Nord)
Deering és una població dels Estats Units a l'estat de Dakota del Nord. Segons el cens del 2000 tenia 118 habitants.

## Demografia
Segons el cens del 2000, Deering tenia 118 habitants, 42 habitatges, i 33 famílies. La densitat de població era de 650,9 hab./km².
Dels 42 habitatges en un 40,5% hi vivien nens de menys de 18 anys, en un 71,4% hi vivien parelles casades, en un 2,4% dones solteres, i en un 21,4% no eren unitats familiars. En el 19% dels habitatges hi vivien persones soles el 7,1% de les quals corresponia a persones de 65 anys o més que vivien soles. El nombre mitjà de persones vivint en cada habitatge era de 2,81 i el nombre mitjà de persones que vivien en cada família era de 3,27.
Per edats la població es repartia de la següent manera: un 29,7% tenia menys de 18 anys, un 9,3% entre 18 i 24, un 38,1% entre 25 i 44, un 16,1% de 45 a 60 i un 6,8% 65 anys o més.
L'edat mediana era de 31 anys. Per cada 100 dones de 18 o més anys hi havia 124,3 homes.
La renda mediana per habitatge era de 38.750 $ i la renda mediana per família de 45.313 $. Els homes tenien una renda mediana de 26.719 $ mentre que les dones 14.375 $. La renda per capita de la població era de 13.316 $. Entorn del 2,9% de les famílies i el 10% de la població estaven per davall del llindar de pobresa.

## Poblacions més properes
El següent diagrama mostra les poblacions més properes.